# Salinas Grandes

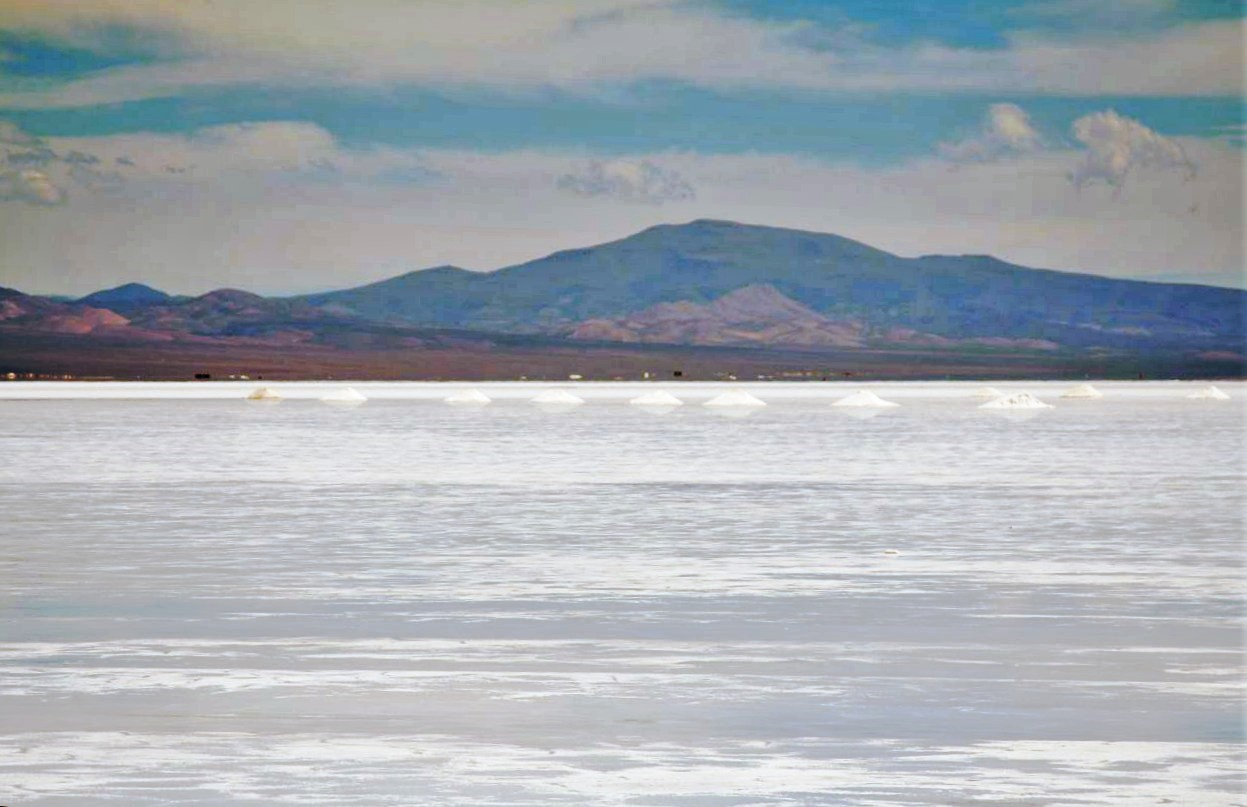
Salinas Grandes

Salinas Grandes – obszar słonych błot w północno-zachodniej Argentynie. Znajduje się na terenie Andów. Znajdują się tam bogate złoża soli kamiennej i soli potasowych. Salinas Grandes są przecięte przez linię kolejową Cordoba-San Miguel de Tucumán i drogę samochodową. 700 kilometrów na północ w prowincjach Jujuy i Salta znajduje się drugie solnisko w tej samej nazwie Salinas Grandes.